# Бартенштейнская конвенция
Бартенштейнская конвенция — договор, подписанный 14 (26) апреля 1807 года в городе  Бартенштейн (ныне Бартошице, Польша) между Пруссией и Россией в ходе Войны Четвёртой коалиции. Со стороны Пруссии конвенция была подписана министром иностранных дел Гарденбергом, со стороны России министром иностранных дел А. Я. Будбергом. Конвенция являлась попыткой создания мощной антифранцузской коалиции и содержала намерения государственного переустройства Германии в качестве «конституционной федерации» на основе союзнического паритета между Австрией и Пруссией.

## История
После кровопролитного сражения при Прейсиш-Эйлау в феврале 1807 года между союзниками и Французской империей, в ходе которого победоносный Наполеон I не смог одержать победы, наступило затишье, которое российский император Александр I посчитал признаком перелома в войне. Для достижения победы над Наполеоном русский император и король Пруссии Фридрих Вильгельм III попытались создать мощную антифранцузскую коалицию в составе России, Пруссии, а также Великобритании, Швеции и Австрии. Для этих целей, коронованные особы заключили Бартенштейнскую конвенцию, в которой декларировали основные задачи войны: оттеснение французов за Рейн, разрушение созданного Наполеоном Рейнского союза и новое устройство Германии, независимость которой провозглашалась основой независимости Европы. При этом стороны обязывались прекратить военные действия лишь по общему согласию.
Статья 4 Бартенштейнской конвенции декларировала восстановление Пруссии в её предвоенных границах и округление этих границ для лучшей военной защиты. Конвенцией предполагалось уничтожить Рейнский союз и создать в Германии федерацию во главе с Пруссией и Австрией. Последняя также должна была получить земли, потерянные по Пресбургскому мирному договору 1805 года. Английскому и шведскому королям было обещано увеличение их германских владений. Статья 13 Бартенштейнской конвенции косвенно давала согласие на аннексию Великобританией французских колоний ещё до заключения мирного договора.
Однако Австрия, Великобритания и Швеция отказались присоединиться к Бартенштейнской конвенции. Австрийское правительство заявило, что не видит признаков крушения военного могущества Наполеона и считает неуместным ставить столь далеко идущие цели. Британский же кабинет считал просто неприемлемым для Англии создание Германской федерации во главе с Пруссией. Швеция заключила перемирие с Францией и не желала возобновлять военных действий, не получив английских субсидий.
Таким образом, цель, поставленная Бартенштейнской конвенцией, — создание европейской коалиции против Франции — не была достигнута, а последовавшее вскоре заключение Тильзитского мирного договора 1807 года в корне изменило международные отношения в Европе.